# Фрейзер, Нейтан
Нейтан Джон Марк Фрейзер (ирл. Nathan John Mark Fraser; 22 февраля 2005, Вулвергемптон, Англия) — ирландский футболист, нападающий клуба «Вулверхэмптон Уондерерс».

## Клубная карьера
29 августа 2023 года Фрейзер дебютировал за основную команду клуба «Вулверхэмптон Уондерерс» в матче Кубка Английской футбольной лиги против «Блэкпула» и отличился забитым голом.